# Łanięta (Łódź)
Pour les articles homonymes, voir Łanięta.
Łanięta (prononciation [waˈɲenta]) est un village de la gmina de Łanięta, du powiat de Kutno, dans la voïvodie de Łódź, situé dans le centre de la Pologne.
Le village est le siège administratif (chef-lieu) de la gmina appelée gmina de Łanięta.
Il se situe à environ 15 kilomètres au nord-ouest de Kutno (siège du powiat) et 55 kilomètres au nord de Łódź (capitale de la voïvodie).
Sa population s'élevait à 607 habitants en 2011.

## Administration
De 1975 à 1998, le village était attaché administrativement à l'ancienne voïvodie de Płock.
Depuis 1999, il fait partie de la nouvelle voïvodie de Łódź.